# Saropogon birdi
Saropogon birdi là một loài ruồi trong họ Asilidae. Saropogon birdi được Curran miêu tả năm 1931. Loài này phân bố ở vùng Tân Bắc giới.